# Uma Palca
Uma Palca (auch: Umapalca) ist eine Ortschaft im Departamento La Paz im südamerikanischen Andenstaat Bolivien.

## Lage im Nahraum
Uma Palca liegt in der Provinz Larecaja und ist der zweitgrößte Ort im Cantón San Juan de Challana im Municipio Guanay. Die Ortschaft liegt auf einer Höhe von 3979 m am linken, westlichen Ufer des Río Uma Palca, welcher aus der Cordillera Real in nordöstlicher Richtung fließt und im weiteren Verlauf unter dem Namen Río Challana weiterfließt und in den Río Kaka mündet.

## Geographie
Uma Palca liegt östlich des Altiplano in einem der nach Osten führenden Täler der bolivianischen "Königskordillere" (Cordillera Real), die wiederum Teil der Cordillera Central ist. Das Klima der Region ist ein typisches Tageszeitenklima, bei dem die Temperaturschwankungen im Tagesverlauf deutlicher ausfallen als im Jahresverlauf.
Die Jahresdurchschnittstemperatur liegt bei 11 °C (siehe Klimadiagramm Achacachi), wobei der Monatsdurchschnitt im kältesten Monat (Juli) mit 8 °C nur wenig von den wärmsten Monaten (November bis März) mit 12 °C abweicht. Das Klima ist arid von Juni bis August mit nur sporadischen Niederschlägen und humid in den Sommermonaten, vor allem von Dezember bis März, mit Monatsniederschlägen von teilweise mehr als 100 mm. Der Jahresniederschlag liegt bei etwa 600 mm.

## Verkehrsnetz
Uma Palca liegt in einer Entfernung von 108 Straßenkilometern nördlich von La Paz, der Hauptstadt des gleichnamigen Departamentos.
Von La Paz führt die Nationalstraße Ruta 2 über El Alto und Villa Vilaque in nordwestlicher Richtung bis Patamanta und Palcoco. Drei Kilometer nordwestlich von Palcoco zweigt eine Landstraße Richtung Peñas nach Norden ab, der man knapp fünf Kilometer bis auf die Höhe von Pariri folgt. Wenige hundert Meter hinter dem Cruce Pariri zweigt eine Nebenstraße nach Nordosten in Richtung auf das drei Kilometer entfernte Suriquiña ab, von dort aus fährt man drei Kilometer nach Norden Richtung Tuquia bis zu einer Straßenkreuzung, an der man nach rechts in östlicher Richtung abbiegt.
Dieser Straße folgt man dann auf den folgenden 29 Kilometern, flussaufwärts entlang des Río Jacha Jahuira, vorbei an der Laguna Khara Kkota (4362 m), der Laguna Khotia (4451 m) und der Laguna Jankho Kkota (4702 m). Anderthalb Kilometer vor der Passhöhe „Mollo Apacheta“ (5000 m) am „Cruce a Amaguaya“ zweigt ein Fahrweg in östlicher Richtung vom Hauptweg ab, passiert auf zahlreichen Serpentinen den Cerro Vila Llojeta an dessen südlichem Hang, erreicht nach fünfzehn Kilometern Minero La Fabulosa und windet sich dann auf den folgenden sieben Kilometern hinab nach Uma Palca am Ufer des gleichnamigen Flusses.

## Bevölkerung
Die Einwohnerzahl des Ortes ist in dem Jahrzehnt zwischen den beiden letzten Volkszählungen leicht zurückgegangen:
| Jahr | Einwohner   | Quelle       |
| ---- | ----------- | ------------ |
| 1992 | keine Daten | Volkszählung |
| 2001 | 283         | Volkszählung |
| 2012 | 262         | Volkszählung |
| 2024 |             | Volkszählung |

Die Region weist einen hohen Anteil an Aymara-Bevölkerung auf, im Municipio Sorata sprechen 92,2 Prozent der Bevölkerung Aymara.